# Левіцьке-Стаця
Левіцьке-Стаця (пол. Lewickie-Stacja) — село в Польщі, у гміні Юхновець-Косьцельний Білостоцького повіту Підляського воєводства.